# Love Lives Forever
Love Lives Forever é o sexto e último álbum de estúdio da cantora americana de soul e R&B Minnie Riperton. Lançado postumamente, foi co-produzido por seu marido, Richard Rudolph, e liberado em seguida, por seu selo, Capitol Records. Consiste em sessões de vocais não utilizadas ou produzidas de outra forma, mixadas como novas músicas e concluídas por artistas que admiravam o trabalho de Minnie e partilhavam o seu estilo musical.
Este álbum foi o primeiro de seu tipo, em que todos os vocais de Minnie foram retirados de suas músicas originais, todas as faixas foram completamente refeitas, com novos músicos, instrumentos e arranjos. O álbum foi produzido por Quincy Jones.

## Faixas
1. "Here We Go" (Minnie Riperton, Richard Rudolph, Arthur Phillips) – 6:12
  - Roberta Flack e Peabo Bryson – vovais.
  - Tom Scott – saxofone tenor.
2. "I'm in Love Again" (Riperton, Rudolph) – 4:05
  - Michael Jackson – vocal.
  - Hubert Laws – flauta solo.
3. "Strange Affair" (Riperton, Rudolph, Marlo Henderson) – 8:55
  - Michael Boddicker – sintetizador
4. "Island in the Sun" (Riperton, Rudolph) – 4:45
  - Tom Scott – saxofone tenor solo.
5. "Give Me Time" (Leonard Caston, Lila Hurtado) – 4:25
  - Stevie Wonder – gaia solo.
  - Gerry Vinci – violino solo.
6. "You Take My Breath Away" (Riperton, Rudolph, Randy Waldman) – 4:35
  - George Benson – vocal.
7. "The Song of Life (La-La-La)" (Riperton, Rudolph, Caston, Weider) – 4:10
  - Patrice Rushen – vocal, piano elétrico.

## Persoal adicional
- Lenny Castro – percussão.
- Paulinho da Costa – percussão
- Abraham Laboriel – baixo.
- Harvey Mason – bateria.
- Greg Phillinganes – teclado, sintetizadores.
- Lee Ritenour – guitarra.
- Tennyson Stephens – piano.
- Gerry Vinci – maestro.
- Gayle Levant – harpa.
- Maxine Waters, Julia Waters, e Stephanie Spruill – backing vocal.